# Didymopsora solani-argentei
Didymopsora solani-argentei är en svampart som först beskrevs av Henn., och fick sitt nu gällande namn av Dietel 1899. Didymopsora solani-argentei ingår i släktet Didymopsora och familjen Pucciniosiraceae.   Inga underarter finns listade i Catalogue of Life.